# ريني أوفهاوسر

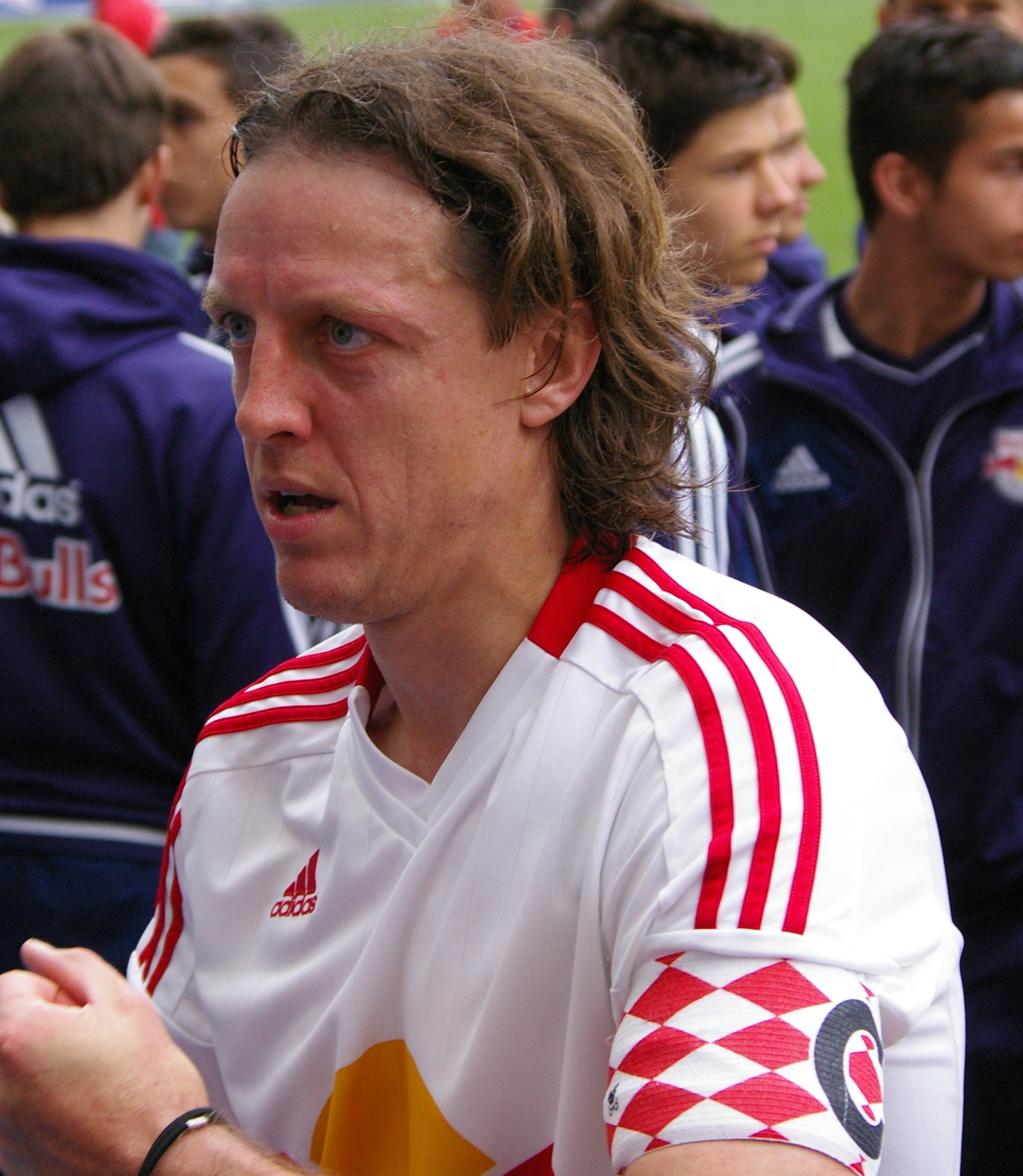

ريني أوفهاوسر (بالألمانية: René Aufhauser)‏ ، من مواليد 21 يونيو 1976 في فويتسبيرغ في النمسا ، لاعب كرة قدم نمساوي.
يلعب مع نادي ريد بل سالزبورغ منذ عام 2005.
بدأ باللعب مع منتخب النمسا لكرة القدم في عام 2001.

## روابط خارجية
- ريني أوفهاوسر على موقع الاتحاد الأوربي (الإنجليزية)
- ريني أوفهاوسر على موقع قاعدة بيانات كرة القدم.إي يو (الإنجليزية)
- ريني أوفهاوسر على موقع ناشيونال فوتبول تيمز (الإنجليزية)
- ريني أوفهاوسر على موقع عالم كرة القدم.نت (الإنجليزية)